# Atwater (Minnesota)
Atwater és una població dels Estats Units a l'estat de Minnesota. Segons el cens del 2000 tenia 1.079 habitants.

## Demografia
Segons el cens del 2000, Atwater tenia 1.079 habitants, 461 habitatges, i 296 famílies. La densitat de població era de 408,4 habitants per km².
Dels 461 habitatges en un 27,5% hi vivien nens de menys de 18 anys, en un 53,4% hi vivien parelles casades, en un 8,2% dones solteres, i en un 35,6% no eren unitats familiars. En el 32,3% dels habitatges hi vivien persones soles el 20% de les quals corresponia a persones de 65 anys o més que vivien soles. El nombre mitjà de persones vivint en cada habitatge era de 2,31 i el nombre mitjà de persones que vivien en cada família era de 2,89.
Per edats la població es repartia de la següent manera: un 23,3% tenia menys de 18 anys, un 9,2% entre 18 i 24, un 25,1% entre 25 i 44, un 24,1% de 45 a 60 i un 18,4% 65 anys o més.
L'edat mediana era de 41 anys. Per cada 100 dones de 18 o més anys hi havia 89 homes.
La renda mediana per habitatge era de 39.265 $ i la renda mediana per família de 48.289 $. Els homes tenien una renda mediana de 30.365 $ mentre que les dones 22.625 $. La renda per capita de la població era de 21.112 $. Entorn del 4,1% de les famílies i el 5,5% de la població estaven per davall del llindar de pobresa.

## Poblacions més properes
El següent diagrama mostra les poblacions més properes.